# Norbert Schramm
Pour les articles homonymes, voir Schramm.
Norbert Schramm (né le 7 avril 1960 à Nuremberg en Bavière) est un patineur artistique allemand.
Norbert Schramm a été deux fois champion d'Europe de patinage artistique en 1982 à Lyon et en 1983 à Dortmund. Il fut aussi 2 fois vice-champion du monde en 1982 à Copenhague et en 1983 à Helsinki.

## Biographie

### Carrière sportive
Il commence le patinage dès l'âge de 6 ans. De 1966 à 1971, il va dans des écoles primaires à Nuremberg et au Gymnasium à Oberstdorf (collège et lycée) de 1971 à 1981. De 1966 à 1984, il patine comme amateur et participe aux compétitions internationales à partir de 1979. Il réussit à devenir champion d'Europe et vice-champion du monde en 1982 et 1983.
Il est très aimé du public grâce à ses exceptionnels sauts, ses chorégraphies et ses pirouettes. Beaucoup se souviennent aussi de ses costumes moulants. Dans les médias allemands, il devient « l'artiste sur glace » le plus connu. Norbert eut comme entraîneur Erich Zeller pendant 9 ans et s'entraîna au centre d'Oberstdorf en République Fédérale d'Allemagne.

### Reconversion
En 1984 il devient patineur professionnel après les Jeux olympiques de Sarajevo. Il effectue sa première tournée personnel dès 1984: Gala auf dem Eis. Il devient aussi champion du monde professionnel la même année à Washington, puis se place deux fois 3e aux championnats du monde professionnel de 1985 et 1987. De 1985 à 1992, il est une des stars principales du spectacle sur glace Holiday on Ice. il fait aussi d'autres spectacles sur glace: Europe on Ice à Europa-Park (1992), The Best of Torvill & Dean au Royaume-Uni (1992), Stars on Ice en Europe (1992-1993), etc. En 1988 il obtient son diplôme d'état d'entraîneur de patinage artistique. Le 7 avril 1993, Norbert fait ses adieux et clôt sa carrière de patineur à Europa-Park. Le 4 mars 1994 il devient père au côté de son épouse Nicole Brown avec la naissance de sa fille Bernadette Schramm. La pause dans le milieu du patinage va durer jusqu'au 24 août 1997 où il revient faire quelques tournées sur la glace.
De 2002 à 2007 il est directeur artistique du spectacle sur glace d'Europa-Park à Rust dans le Bade-Wurtemberg. À présent Norbert travaille comme producteur de spectacles et notamment de spectacles sur glace. Il dirige aussi des mises en scène et développe des chorégraphies pour des productions télévisées.
De 2004 à 2007, il est spécialiste technique à l'ISU. Après avoir divorcé en avril 2006, Norbert Schramm souhaite faire une pause de presque deux ans dans son travail à partir de 2007. Il en profite pour aller en Amérique du Sud à Quito en Équateur et à Buenos Aires en Argentine, et marche 800 km sur les chemins de Saint-Jacques de Compostelle à l'été 2008.
Norbert Schramm est célibataire et vit depuis l'automne 2008 à Berlin et à Sonthofen en Bavière.

## Palmarès
| Compétition                         | 1976    | 1977    | 1978    | 1979    | 1980    | 1981    | 1982    | 1983    | 1984    |  |  |  |  |  |
| Jeux olympiques d'hiver             |         |         |         |         |         |         |         |         | 9e      |  |  |  |  |  |
| Championnats du monde               |         |         |         | 16e     |         | 7e      | 2e      | 2e      |         |  |  |  |  |  |
| Championnats d’Europe               |         |         |         | 11e     |         | 3e      | 1er     | 1er     | 3e      |  |  |  |  |  |
| Championnats d'Allemagne de l'Ouest |         | 6e      | 5e      | 1er     | 2e      | 1er     | 3e      | 2e      | 1er     |  |  |  |  |  |
| Championnats du monde juniors       | 4e      |         |         |         |         |         |         |         |         |  |  |  |  |  |
|                                     |         |         |         |         |         |         |         |         |         |  |  |  |  |  |
| Autres Compétitions                 | 1975/76 | 1976/77 | 1977/78 | 1978/79 | 1979/80 | 1980/81 | 1981/82 | 1982/83 | 1983/84 |  |  |  |  |  |
| Skate Canada                        |         |         |         |         |         | 7e      | 1er     |         |         |  |  |  |  |  |
| Trophée NHK                         |         |         |         |         |         |         | 2e      |         |         |  |  |  |  |  |
|                                     |         |         |         |         |         |         |         |         |         |  |  |  |  |  |